# Lopez-bozótposzáta
A Lopez-bozótposzáta (Bradypterus lopezi) a verébalakúak (Passeriformes) rendjébe, ezen belül a tücsökmadárfélék (Locustellidae) családjába és a Bradypterus nembe tartozó faj. 13-15 centiméter hosszú. Angola, Burundi, a Kongói Demokratikus Köztársaság, Egyenlítői-Guinea, Kamerun, Kenya, Malawi, Mozambik, Ruanda, Tanzánia, Uganda és Zambia hegyvidéki nedves erdőiben és bozótosaiban él. Rovarokkal táplálkozik. A száraz évszakot követően költ.

## Alfajok
- B. l. lopezi (Alexander, 1903) – Bioko-sziget;
- B. l. camerunensis (Alexander, 1909) – délnyugat-Kamerun;
- B. l. manengubae (Serle, 1949) – nyugat-Kamerun;
- B. l. barakae (Sharpe, 1906) – kelet-Kongói Demokratikus Köztársaság, délnyugat-Uganda és észak-Ruanda;
- B. l. mariae (Madarász, 1905) – Kenya, és észak-Tanzánia;
- B. l. usambarae (Reichenow, 1917) – délkelet-Kenya, kelet- és dél-Tanzánia, északkelet-Zambia, észak-Malawi és észak-Mozambik;
- B. l. ufipae (C. H. B. Grant & Mackworth-Praed, 1941) – délnyugat-Tanzánia, délkelet-Kongói Demokratikus Köztársaság és észak-Zambia;
- B. l. granti (Benson, 1939) – közép- és dél-Malawi és észak-Mozambik;
- B. l. boultoni (Chapin, 1948) – nyugat-Angola.

## Fordítás
- Ez a szócikk részben vagy egészben  az   Evergreen forest warbler című angol Wikipédia-szócikk fordításán alapul.  Az eredeti cikk szerkesztőit annak laptörténete sorolja fel. Ez a jelzés csupán a megfogalmazás eredetét és a szerzői jogokat jelzi, nem szolgál a cikkben szereplő információk forrásmegjelöléseként.